# Franz-Josef Bode
Franz-Josef Bode, né le 16 février 1951 à Paderborn (Rhénanie-du-Nord-Westphalie, Allemagne), est un prélat catholique allemand, évêque d'Osnabrück de 1995 à 2023.

## Biographie

### Formation et prêtrise
Franz-Josef Bode grandit à Paderborn et étudie au Gymnasium Theodorianum de cette même ville jusqu'en 1969, puis il étudie la théologie catholique à Ratisbonne et Münster.
Le 13 décembre 1975, Bode est ordonné prêtre à Paderborn et devient vicaire à Lippstadt. Après cela, il devient préfet de Leokonvikt pour la formation des prêtres dans l'archidiocèse de Paderborn, jusqu'en 1983. En 1986, le P. Bode obtient un doctorat en théologie à l'Université de Bonn. Il travaille ensuite, de 1986 à 1991, comme curé de l'église Sainte-Marie de Fröndenberg/Ruhr.

### Épiscopat
Le 5 juin 1991, Franz-Josef Bode est nommé évêque titulaire de Mattiana (de) et évêque auxiliaire de Paderborn. 
Le 1er septembre 1991, il est consacré évêque, en la cathédrale de Paderborn, par Johannes Joachim Degenhardt. Ses co-consécrateurs sont alors les évêques auxiliaires de Paderborn : Hans Leo et Paul Drewes Consbruch. Il devient ensuite chanoine et vicaire épiscopal pour la formation des prêtres.
Le 12 septembre 1995, le Pape Jean-Paul II le nomme évêque d'Osnabrück. Il est intronisé le 26 novembre 1995 : il est alors l'évêque diocésain le plus jeune d'Allemagne. 
Au sein de la Conférence épiscopale allemande, Franz-Josef Bode est président de la « Commission pour la jeunesse » de 1996 à 2010. Cette fonction lui offre le privilège de célébrer l'un des trois cultes d'ouverture des Journées mondiales de la jeunesse 2005, devant 100 000 pèlerins, à Bonn. Depuis 2010, Franz-Josef  Bode est président de la « Commission pastorale ».

## Distinctions
- 1998 : Courage-Preis d'Osnabrück (Prix du Courage), pour son combat contre le chômage des jeunes ;
- 2009 : Médaille Justus-Möser, plus haute distinction de la ville d'Osnabrück ;
- 2013 : Doctorat honoris causa de l'Université d'Osnabrück.

Franz-Josef Bode est également chanoine honoraire du chapitre métropolitain de Paderborn.

## Succession apostolique
Franz-Josef Bode a ordonné les évêques suivants :
- Évêque Johannes Wübbe (2013)
- Archevêque Stefan Heße (2015)